# Dorymyrmex agallardoi
Dorymyrmex agallardoi är en myrart som beskrevs av Roy R. Snelling 1975. Dorymyrmex agallardoi ingår i släktet Dorymyrmex och familjen myror. Inga underarter finns listade i Catalogue of Life.